# Hecatera serena
Hecatera serena là một loài bướm đêm trong họ Noctuidae.